# Абовян (село)
Абовян (вірм. Աբովյան) — село в марзі Арарат, у центрі Вірменії. Село розташоване за 18 км на південь від міста Єревана, за 16 км на північ від Арташата, за 1 км на північ від села Аревшат та за 3 км на південний захід від села Ланджазат. Село назване на честь Хачатура Аветіковича Абовяна.